# اشلی (ویسکانسین)
اشلی (به انگلیسی: Ashley) یک منطقهٔ مسکونی در ایالات متحده آمریکا است که در گونتر واقع شده‌است. اشلی ۳۵۲٫۰۵ متر بالاتر از سطح دریا واقع شده‌است.